# Acanthormius crustatus
Acanthormius crustatus är en stekelart som beskrevs av Sergey A. Belokobylskij 1986. Acanthormius crustatus ingår i släktet Acanthormius och familjen bracksteklar. Inga underarter finns listade i Catalogue of Life.